# Benevides (Pará)
Benevides, amtlich portugiesisch Município de Benevides, ist eine Gemeinde im brasilianischen Bundesstaat Pará in der Região Norte. Sie ist Teil der Metropolregion Belém. Die Bevölkerung wurde zum 1. Juli 2021 auf 64.780 Einwohner geschätzt, die Benevidenser genannt werden und auf einer Gemeindefläche von rund 187,8 km² leben. Die Entfernung zur Hauptstadt Belém beträgt 25 km.

## Toponymie
Der Ort ist nach dem ehemaligen Gouverneur der Provinz Grão-Pará Francisco Maria Correia de Sá e Benevides benannt.

## Geographie
Umliegende Gemeinden sind Ananindeua, Marituba, Santa Bárbara do Pará und Santa Isabel do Pará. Im Süden wird Benevides durch den Rio Guamá begrenzt.

### Vegetation
Das Biom ist Amazonas-Regenwald (Amazônia).

### Klima
Die Stadt hat tropisches Klima (Am) nach der Klimaklassifikation nach Köppen und Geiger. Die Durchschnittstemperatur ist 26,5 °C. Die durchschnittliche Niederschlagsmenge liegt bei 2624 mm im Jahr. In September und Oktober fallen in Benevides deutlich weniger Niederschläge (Trockenzeit), durch die Äquatornähe sind Sommer und Winter kaum unterscheidbar. Die relative Luftfeuchtigkeit ist sehr hoch.
|                   | Jan  | Feb  | Mär  | Apr  | Mai  | Jun  | Jul  | Aug  | Sep  | Okt  | Nov  | Dez  |   |      |
| Temperatur (°C)   | 26,1 | 25,5 | 25,5 | 25,5 | 25,9 | 26,0 | 26,1 | 26,8 | 27,5 | 27,9 | 28,1 | 27,3 | Ø | 26,5 |
| Niederschlag (mm) | 308  | 403  | 513  | 476  | 318  | 140  | 108  | 63   | 44   | 44   | 56   | 151  | Σ | 2624 |

## Geschichte
Benevides ist als „Wiege der Befreiung“ bekannt geworden, da hier am 30. März 1884 die ersten Freiheitsbriefe für Sklaven in Pará unterschrieben wurden, vier Jahre vor dem Lei Áurea.
Am 29. Dezember 1961 erhielt Vila de Benevides durch das Lei Estadual n.º 2.460 die Stadtrechte als selbständiges Munizip.
1988 war der Munizip in die drei Bezirke Distrito de Benevides, Distrito de Benfica und Distrito de Santa Bárbara untergliedert. Durch das Staatsgesetz Nr. 5.693 vom 13. Dezember 1991 wurde der Distrikt Santa Bárbara als selbständiges Munizip Santa Bárbara do Pará ausgegliedert, Benevides verlor rund die Hälfte seiner Bevölkerung, die Landbevölkerung verringerte sich dabei um 45.000.
In der Dialektgeografie liegt Benevides im Bereich des Amazofonia-Dialekts, auch als Nortista bezeichnet.

## Bevölkerung

### Bevölkerungsentwicklung
| Jahr | Einwohner | Stadt  | Land   |
| --- | --------- | ------ | ------ |
| 1970 | 13.867    | 3.509  | 10.358 |
| 1980 | 22.315    | 6.658  | 15.657 |
| 1991 | 68.465    | 8.361  | 60.104 |
| 2000 | 35.546    | 20.912 | 14.634 |
| 2010 | 51.663    | 28.907 | 22.756 |
| 2021 | 64.780    | ?      | ?      |
| Hier fehlt eine Grafik, die leider im Moment aus technischen Gründen nicht angezeigt werden kann. Wir arbeiten daran! |           |        |        |

Quelle: IBGE (2011)

### Ethnische Zusammensetzung
Ethnische Gruppen nach der statistischen Einteilung des IBGE (Stand 2000 mit 35.546 Einwohnern, Stand 2010 mit 51.651 Einwohnern):
| Gruppe      | Anteil 2000 | Anteil 2010 | Anmerkung                        |
| ----------- | ----------- | ----------- | -------------------------------- |
| Brancos     | 8.589       | ▲ 10.733    | Weiße, Nachfahren von Europäern  |
| Pardos      | 23.317      | ▲ 36.585    | Mischrassige, Mulatten, Mestizen |
| Pretos      | 3.350       | ▲ 3.843     | Schwarze                         |
| Amarelos    | 124         | ▲ 374       | Asiaten                          |
| Indígenas   | 49          | ▲ 116       | indigene Bevölkerung             |
| ohne Angabe | 116         | –           |                                  |

## Söhne und Töchter der Gemeinde
- Alberto Andrade de Queirós (1884–1957), Politiker und ehemaliger Finanzminister
- Cristiano Tiririca (* 1983), Fußballspieler, eigentlich Cristiano da Silva e Silva